# كفرناحوم (فلم)
كفرناحوم هو فيلم دراما لبناني من إخراج نادين لبكي وإنتاج خالد مزنر. السيناريو من تأليف نادين لبكي وجهاد حجيلي وميشيل كيسرواني بالتعاون مع جورج خباز وخالد مزنر. الفيلم من بطولة الممثل السوري زين الرافعي بدور «زين الحاج» الفتى البالغ من العمر 12 عاماً والذي يعيش في أحياء بيروت الفقيرة. يروي الفيلم القصة بأسلوب الاسترجاع الفني، مع التركيز على حياة زين، بما في ذلك لقاءه بالمهاجرة الإثيوبية «رحيل» وابنها الرضيع «يونس»، يقرر زين التمرد على نمط الحياة الذي يخضع له، حيث يقوم برفع دعوى قضائية ضد والديه لاهمالهم له.
عُرض الفيلم لأول مرة في مهرجان كان السينمائي عام 2018، حيث تم اختياره للتنافس على السعفة الذهبية، وفاز بجائزة لجنة التحكيم. لأقى الفيلم تصفيقاً حاراً من الحضور لمدة 15 دقيقة بعد عرضه الأول في مدينة كان في 17 مايو 2018. اشترت سوني بيكتشرز كلاسيك والتي سبق لها أن وزعت فيلم وهلأ لوين؟ (2011) لنادين لبكي حقوق توزيع الفيلم في أمريكا الشمالية وأمريكا اللاتينية، بينما احتفظت وايلد بانش بحقوق النشر الدولية. صدر الفيلم على نطاق أوسع في 20 سبتمبر 2018.
لاقى الفيلم إشادة من النقاد، مع ثناء خاص على إخراج نادين لبكي وأداء زين الرافعي وعلى «الواقعية الشبيهة بالأفلام الوثائقية». اعتبر الناقدان السينمائيان في صحيفة نيويورك تايمز، مانوهلا دارجيس وأنتوني سكوت الفيلم كواحد من أعظم الأفلام في 2018. رُشح الفيلم لجائزة الأوسكار لأفضل فيلم بلغة أجنبية في حفل توزيع جوائز الأوسكار الحادي والتسعون، بالإضافة إلى جوائز أخرى.
كفرناحوم هو أعلى فيلم عربي إيراداً، والأعلى إيراداً في الشرق الأوسط على الإطلاق، بعد أن حقق نجاحًا كبيرًا في شباك التذاكر الدولي بأكثر من 68 مليون دولار أمريكي في جميع أنحاء العالم، مقابل ميزانية إنتاج تبلغ 4 ملايين دولار أمريكي. أكبر سوق دولي له هو الصين، حيث أكتسح شباك التذاكر الصيني بأكثر من 54 مليون دولار أمريكي.

## القصة
يقضي زين الحاج، البالغ من العمر 12 عاماً، والذي يعيش في أحياء بيروت الفقيرة، حكماً بالسجن لمدة خمس سنوات في سجن رومية بتهمة طعن شخص يشير إليه زين بـ «ابن الكلب». لا يعرف زين ولا والديه تاريخ ميلاده بالضبط لأنهم لم يتلقوا أبدًا شهادة ميلاد رسمية. يمثل زين أمام المحكمة بعد أن قرر رفع دعوى مدنية ضد والديه سعاد وسليم. عندما سأله القاضي عن سبب رغبته في مقاضاة والديه، أجاب زين «لأنهم خلفوني». في غضون ذلك، تعاملت السلطات اللبنانية مع مجموعة من العمال المهاجرين، بينهم شابة إثيوبية تدعى «رحيل».

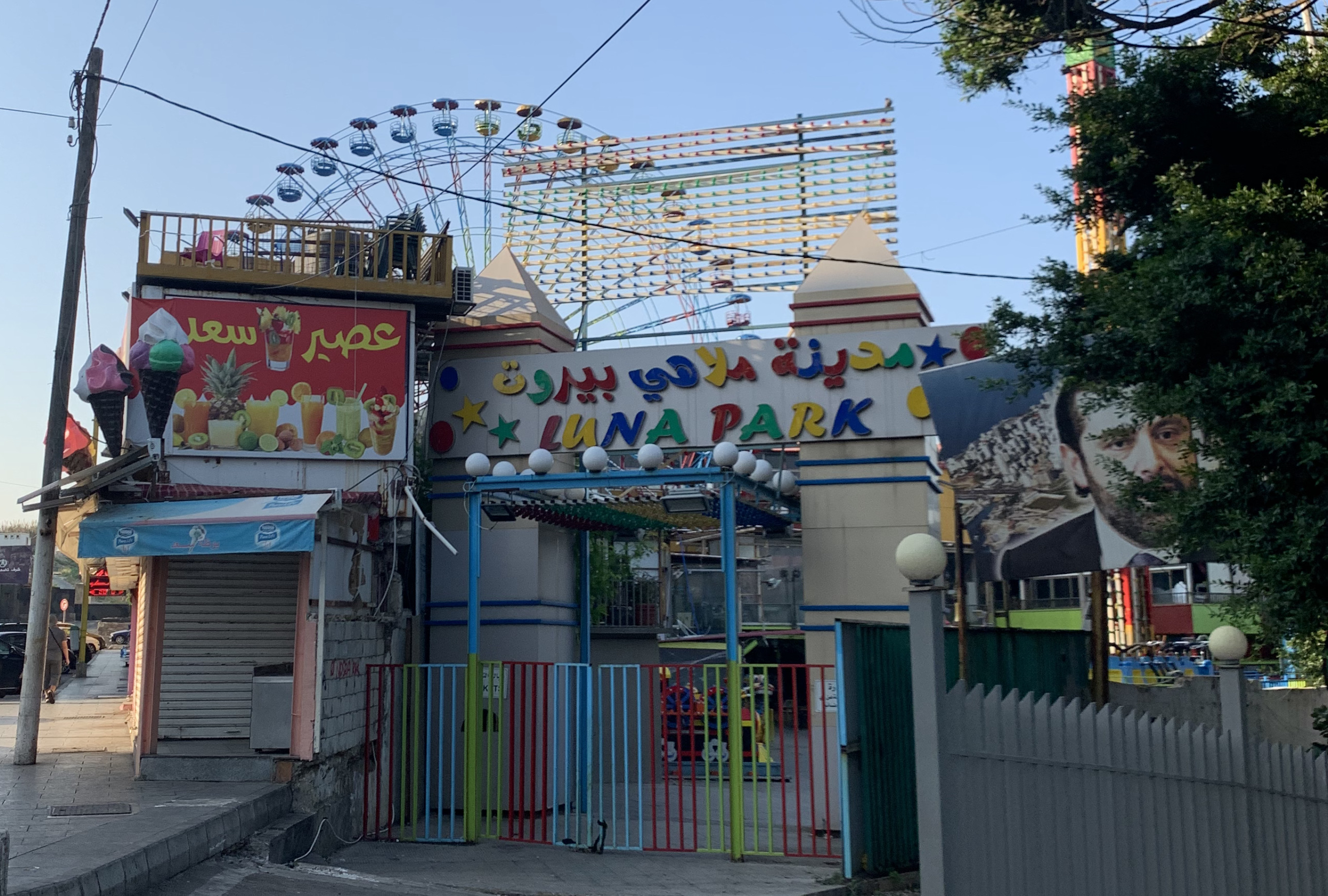
مدخل مدينة ملاهي بيروت (لونا بارك)، رأس بيروت، حيث يلتقي زين برحيل.

ثم تعود القصة عدة أشهر إلى الوراء، إلى ما قبل القبض على زين. يعيش زين مع والديه ويعتني بما لا يقل عن سبعة أشقاء أصغر سناً يكسبون المال في مشاريع مختلفة بدلاً من الذهاب إلى المدرسة. يستخدم الوصفات الطبية المزورة لشراء حبوب الترامادول من عدة صيدليات، حيث يقومون بسحق الحبوب وتحويلها إلى مسحوق ونقعها في الملابس التي يبيعها شقيقه لمدمني المخدرات في السجن. يعمل زين أيضًا كعامل توصيل لدى أسد، المالك المؤجر لمنزل العائلة، وصاحب كشك في السوق المحلي. في صباح أحد الأيام، ساعد زين أخته سحر البالغة من العمر 11 عامًا لإخفاء أدلة فترة الحيض الأولى، خوفًا من زواجها من أسد إذا اكتشف والداها أنها يمكن أن تحمل الآن.
يخطط زين للهروب مع سحر والبدء في حياة جديدة. ومع ذلك، فإن شكوكه ثبتت صحتها حيث زوج والداها سحر لأسد مقابل دجاجتين. غاضباً على والديه، يهرب زين بعيداً ويصعد في حافلة، حيث يلتقي رجل مسن يرتدي زي سبايدرمان مُقلد، يطلق على نفسه «الصرصور مان». ينزل الصرصور مان من الحافلة في مدينة ملاهي بيروت في رأس بيروت ويتبعه زين، ويقضي بقية اليوم في الحديقة. أثناء وجوده على دولاب الهواء، يرى زين غروب الشمس الجميل ويبدأ في البكاء. في وقت لاحق، يلتقي زين برحيل، وهي مهاجرة إثيوبية تعمل كعاملة تنظيف في المتنزه. تشفق رحيل على زين وتوافق على السماح له بالعيش معها في كوخ الصفيح مقابل رعاية زين لطفلها الرضيع «يونس» عندما تكون في العمل.
سوف تنتهي صلاحية وثائق رحيل المهاجرة المزورة قريباً وليس لديها ما يكفي من المال لدفعه إلى المزور آسبرو للحصول على مستندات جديد. يقدم آسبرو عرضاً يتضمن قيامه بتزوير المستندات مجاناً إذا أعطته طفلها يونس، حتى يمكنه تبني يونس. ترفض رحيل، على الرغم من إدعاءات آسبرو بأن وضع يونس غير الموثق سيعني أنه لن يحصل على تعليم أو عمل. وثائق رحيل تنتهي وتعتقلها السلطات اللبنانية. يشعر زين بالذعر عندما لا تعود رحيل إلى الشقة. تمر عدة أيام، ويبدأ زين في رعاية يونس بمفرده، مدعياً أنهم إخوة، ويبدأ في بيع الترامادول مرة أخرى لكسب المال.
ذات يوم، وأثناء وجوده في سوق الأحد، حيث مقر آسبرو، يلتقي زين بفتاة شابة اسمها ميسون. ميسون لاجئة سورية وتدعي أن أسبرو وافق على إرسالها إلى السويد. يطلب زين من آسبرو إرساله إلى السويد أيضًا، وهو ما يوافق آسبرو على القيام به إذا أعطاه زين الطفل يوناس. يوافق زين بتردد، ويخبره آسبرو أنه سيحتاج إلى شكل من أشكال التعريف ليصبح لاجئًا. يعود زين إلى والديه ويطالبهما بإعطائه هويته، ويخبرونه ضاحكين أنه ليس لديه واحدة. بعد أن تبرأوا منه بسبب مغادرته، قاموا بطرده من منزلهم، لكن ليس قبل الكشف عن وفاة سحر مؤخرًا بسبب صعوبات في حملها. بغضب، يأخذ زين السكين ويطعن أسد. بعدها اعتقل زين وحكم عليه بالسجن خمس سنوات في سجن رومية. ...
أثناء وجوده في السجن، علم زين أن سعاد حامل وتخطط لتسمية الطفلة «سحر». يشعر بالاشمئزاز من عدم ندم والدته على وفاة ابنتها، ويتواصل مع وسائل الإعلام ويقول إنه سئم من إهمال الوالدين لأطفالهم ويخطط لمقاضاة والديه لاستمرارهما في إنجاب الأطفال في الوقت الذي لا يستطيعان الاعتناء بهم. عندما سأله القاضي عما يريده من والديه، قال «ما بقى بدياهم يخلفوا» كما يدعي زين أن آسبرو يتبنى الأطفال بشكل غير قانوني ويسيء معاملتهم. تمت مداهمة منزل آسبرو وتم لم شمل الأطفال والآباء، بما في ذلك يونس ورحيل.
تُلتقط صورة لزين لبطاقة هويته، يلقي المصور دعابة — «لك يا زين ابتسم، هاي الصورة للتذكرة مش لورقة نعوة» — ويتمكن زين من الابتسام.

## طاقم التمثيل

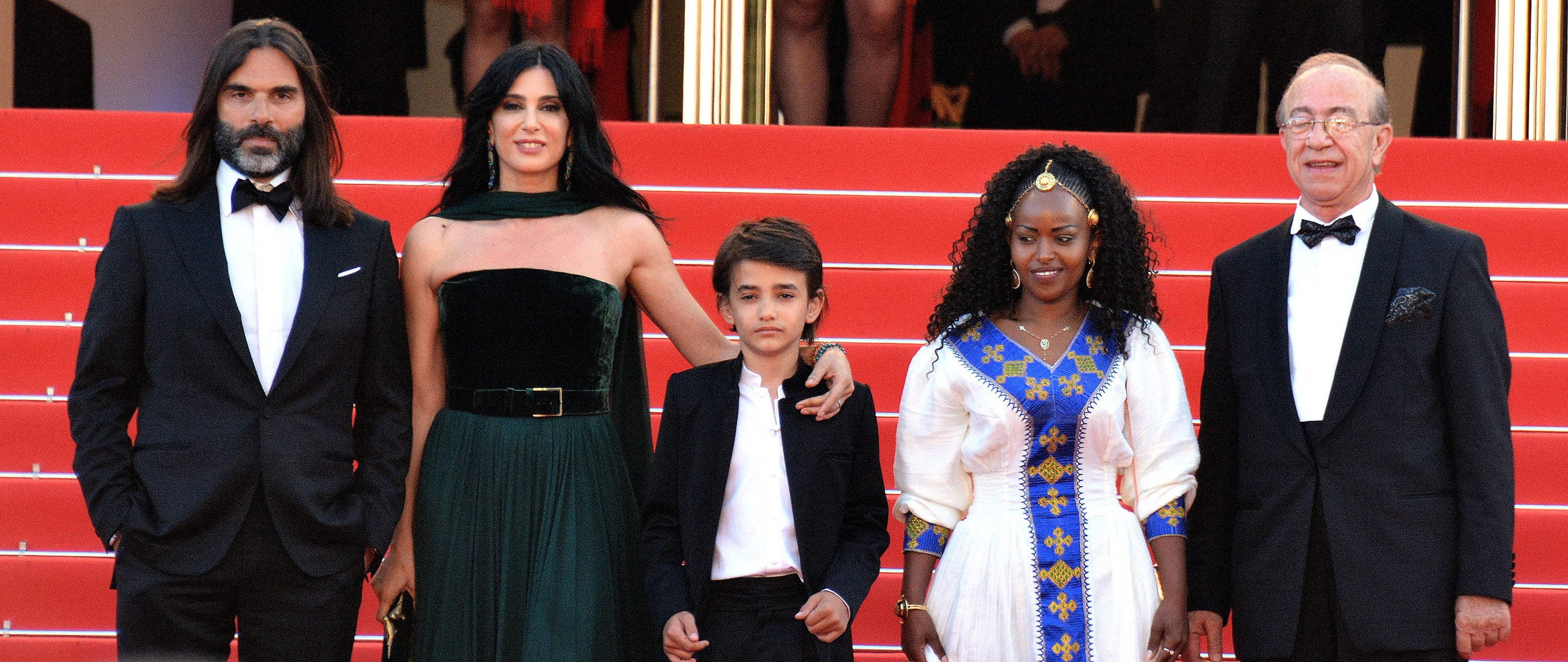
طاقم الفيلم في مهرجان كان السينمائي 2018

- زين الرافعي بدور زين الحاج، صبي يبلغ من العمر 12 عامًا يعيش في أحياء بيروت الفقيرة.
- يوردانوس شيفراو بدور رحيل، وهي امرأة إثيوبية ليست لديها وثائق رسمية تعمل كعاملة نظافة في مدينة ملاهي.
- بولواتيف تريزور بانكول (فتاة) بدور يونس، ابن رحيل.[13]
- كوثر الحداد بدور سعاد، والدة زين.
- فادي كمال يوسف بدور سليم، والد زين.
- نور الحسيني بدور أسد، صاحب متجر محلي وزوج سحر
- سيدرا عزام بدور سحر، شقيقة زين.
- نادين لبكي بدور نادين، محامية زين.
- جوزيف جيمبازيان في دور السيد هاروت، موظف في متنزه.
- فرح حسنو في دور ميسون، لاجئة سورية شابة.

## الإنتاج
وصفت كاتبة السيناريو والمخرجة نادين لبكي مفهوم الفيلم بقولها:
بلغت تكلفة إنتاج الفيلم 4 ملايين دولار أمريكي. رهن المنتح خالد مزنر زوج نادين لبكي منزله حتى يتمكن من رفع ميزانية الفيلم.
زين الرافعي، هو لاجئ سوري يعيش في أحياء بيروت الفقيرة منذ عام 2012، كان يبلغ من العمر 12 عاماً أثناء الإنتاج. سميت شخصيته بإسمه «زين». العديد من الممثلين الآخرين كانوا مبتدئين، وهو ما وصفته نادين لبكي بأنه ضروري لأنها تريد «صراع حقيقي على تلك الشاشة الكبيرة». ساهم الرافعي في تشكيل حوار الفيلم، إستناداً إلى تجربته كلاجئ يعيش في الأحياء الفقيرة.
على الرغم من أن نادين لبكي ممثلة أيضاً، إلا أنها أعطت نفسها دوراً صغيراً فقط، مفضلة الممثلين الواقعيين لتجسيد تجاربهم الخاصة. استمر تصوير الفيلم ستة أشهر وأسفر عن 500 ساعة من التصوير، استغرقت هي وفريق التحرير عاماً ونصف لتقليصها إلى ساعتين. كانت النسخة الأولى من الفيلم مدتها 12 ساعة، ولكنها عملت أحياناً في نوبات تحرير تمتد لـ 24 ساعة مع محرريها، وتمكنت من إكمال الفيلم في الوقت المناسب. أصبحت قريبة جداً من فريق التحرير خلال تلك الفترة وأشارت إليهم وإلى طاقمها بأنهم عائلتها.

## الاستقبال

### الاستجابة النقدية
حصل كفرناحوم على نسبة استحسان تبلغ 90% بناءاً على آراء 171 من النقاد على موقع روتن توميتوز بمتوسط تقييم بلغ 7.88 من 10. يقول الإجماع النقدي للموقع: «كفرناحوم يضرب بقوة، لكنه يكافئ المشاهدين بصورة ذكية ورؤوفة ومثيرة في نهاية المطاف للأرواح التي على المحك». على موقع ميتاكريتيك، حصل الفيلم على متوسط درجات مرجح يبلغ 75 من أصل 100 بناءً على مراجعات 33 ناقداً، مما يشير إلى «مراجعات إيجابية بشكل عام».
كانت العديد من المراجعات إيجابية للغاية. اعتبره أنتوني سكوت من صحيفة نيويورك تايمز أنه تاسع أعظم فيلم لعام 2018، حيث كتب «تلتقي النزعة الطبيعية بالميلودراما في هذه الحكاية المروعة والمحمومة لمغامرات صبي ضائع في الأحياء الفقيرة ومدن الصفيح في بيروت ... ترفض لبكي أن تغيب عن بالها الحيوية والعزيمة والفكاهة التي يحتفظ بها الناس حتى في لحظات اليأس الأكبر». تعتبر جاي ويسبيرج من مجلة فارايتي ان كفرناحوم يمثل تحسناً كبيراً في إخراج نادين لبكي، مستخدمةً «الذكاء والعاطفة» في قضيتها. الناقدة ليزي فيلبرين من هوليوود ريبورتر وصفته بأنه فيلم مليودراما ذو تأثير حقيقي. وصفت إميلي يوشيدا على موقع «فولتشر» زين الرافعي بأنه «صاحب حضور مذهل، لا يُنسى».
كانت بعض المراجعات متباينةً أكثر. وصف الناقد أيه أيه دود على موقع إيه. في. كلوب الفيلم بأنه "كومة حزن تخلط بين المشقة المستمرة من أجل الدراما، وتتوسل دموعنا في كل لحظة". كتب ديفيد ايرليش الناقد في موقع إندي واير مراجعة متباينة أيضاً، وأصفا إياه بأنه "وهو عمل مذهل من الواقعية الاجتماعية تم إضعافه (وهزيمته في نهاية المطاف) بسبب مجموعة من الحسابات الخاطئة الشديدة"".
وصف رياض عصمت على موقع قناة الحرة الفيلم بأنه «واقعي وشديد القسوة يتناول جانبا مجهولا ومهملا من العاصمة العربية الحلم بيروت، لكنه يحفل في الوقت نفسه بلمسات مضحكة وطريفة»، مشيداً بأداء الممثلين، وهو يرى ايضاً أن ما ينقص هذا الفيلم هو «المسة الشاعرية التي تعيد صياغة الواقع المأساوي بطريقة أكثر فنية وتأثيرا». من موقع فرانس 24 كتبت مها بن عبد العظيم «وإن كان الفيلم قد لاقى استقبالا جماهريا حارا فيبقى ذا صبغة شعبوية، إذ يفتقد إلى بعض خطوط القوة السينمائية»، وهي ترى أن المادة الواقعية دسمة لكنها تحولت إلى تخمة، ووصفت مها أسلوب التصوير العلوي للمدينة وتصوير أروقة المحاكم والسجون بأنه تصوير «على طريقة كليب». صنفه مجد مالك خضر من موقع العربي الجديد بأنه «أنجح التجارب السينمائية غير التقليدية في القرن الواحد والعشرين»، ولكنه يرى ان الفيلم «أغفل تقديم حلول واضحة ومعالجات للإشكاليات التي طرحها، تاركاً الباب مفتوح امام الناس لاختيار انسب حل». أشادت هناء حجازي من جريدة الرياض بأداء زين، وأضافت «يبدو الفيلم وثائقياً وهو ليس كذلك، لكن التصوير تم في مواقع حقيقية، وهذا ما يجعله يبدو كذلك. والغاضبون من كمية الخراب التي يصورها الفيلم، يجب أن يغضبوا من كمية الخراب الموجودة في الحياة...».

### شباك التذاكر
اعتباراً من 26 مايو 2019، حقق الفيلم ايرادات تبلغ 68,583,867 دولار أمريكي في جميع أنحاء العالم، مقابل ميزانية إنتاج تبلغ 4 ملايين دولار أمريكي، ليصبح أعلى فيلم عربي إيراداً، وأعلى فيلم إيراداً في الشرق الأوسط على الإطلاق، متجاوزًا الرقم القياسي المسجل في شباك التذاكر لفيلم نادين لبكي السابق وهلأ لوين؟ (2012) والذي بلغ 21 مليون دولار.
عُرض الفيلم بشكل محدود في الولايات المتحدة وكندا في 14 ديسمبر 2018. بلغ إجمالي إيراداته 1,661,096 دولار أمريكي في الولايات المتخدة وكندا، اعتبارا من 30 مايو 2019. خارج الولايات المتحدة وكندا حقق الفيلم حوالي 66,925,000 دولار أمريكي في الأسواق العالمية اعتباراً من 26 مايو 2019
عُرض الفيلم في الصين في 29 أبريل 2019، وحل لأول مرة في المركز الثاني هناك، خلف فيلم المنتقمون: نهاية اللعبة. حقق الفيلم نجاحاً كبيراً في الصين، استعانت شركة «رود بيكتشرز» الموزعة للفيلم في الصين بمنصة تيك توك للفيدوهات القصيرة للترويج للفيلم. بحلول 5 مايو 2019، كان كفرناحوم قد حقق حوالي 25,220,000 دولار أمريكي في الصين، ليصبح الفيلم الثاني الأكثر ربحاً في نهاية الأسبوع عالمياً، بعد فيلم المنتقمون: نهاية اللعبة. بحلول 16 مايو 2019، تجاوزت إيرادات الفيلم 300 مليون رنمينبي (حوالي 44 مليون دولار أمريكي) في الصين، ليصبح فيلما رائجاً في شباك التذاكر الصيني. اعتبارً من 29 يونيو 2019، حقق الفيلم اجمالي ايرادات تبلغ 54,315,148 دولار أمريكي في الصين. قبل عرضه في الصين قامت الشركة الموزعة بحذف 10 دقائق من الفيلم لتهيئته لجدول العروض الصيني، كما قامت بحذف مشهد يتضمن رضاعة طبيعية بطلب من الرقابة الصينية.
قامت شركة «غومونت» بتوزيع الفيلم في فرنسا، ليحقق عبرها إيرادات تبلغ 2.9 مليون دولار، أما في إيطاليا فقد بلغت إيرادات الفيلم 1.2 مليون دولار.

## الجوائز والترشيحات
اختير الفيلم كمدخل للبنان لأفضل فيلم بلغة أجنبية في حفل توزيع جوائز الأوسكار الحادي والتسعين. وصل إلى القائمة المختصرة لشهر ديسمبر في عام 2018، قبل أن يتم ترشيحه لجائزة الأوسكار في يناير 2019.
| الجائزة                                        | تاريخ الحفل              | الفئة                                            | المُترشح                                                        | النتيجة   | مراجع         |
| ---------------------------------------------- | ------------------------ | ------------------------------------------------ | -------------------------------------------------------------- | --------- | ------------- |
| جائزة الأوسكار                                 | 24 فبراير 2019           | أفضل فيلم بلغة أجنبية                            | كفرناحوم                                                       | رُشِّح       | [ 51 ]        |
| تحالف الصحفيات السينمائيات                     | 10 يناير 2019            | أفضل فيلم غير إنكليزي                            | نادين لبكي                                                     | رُشِّح       | [ 52 ]        |
| تحالف الصحفيات السينمائيات                     | 10 يناير 2019            | أفضل مخرجة                                       | نادين لبكي                                                     | رُشِّح       | [ 52 ]        |
| حفل توزيع جوائز الشاشة في آسيا والمحيط الهادئ  | 29 نوفمبر 2018           | أفضل اخراج                                       | نادين لبكي                                                     | فوز       | [ 53 ] [ 54 ] |
| حفل توزيع جوائز الشاشة في آسيا والمحيط الهادئ  | 29 نوفمبر 2018           | أفضل ممثل                                        | زين الرافعي                                                    | رُشِّح       | [ 53 ] [ 54 ] |
| جوائز الأكاديمية البريطانية للأفلام            | 10 فبراير 2019           | أفضل فيلم ليس باللغة الإنجليزية                  | نادين لبكي، خالد مزنر                                          | رُشِّح       | [ 55 ]        |
| جوائز السينما المستقلة البريطانية              | 2 ديسمبر 2018            | أفضل فيلم دولي مستقل                             | نادين لبكي وجهاد حجيلي وميشيل كيسرواني وخالد مزنر وميشيل ميركت | رُشِّح       | [ 56 ]        |
| مهرجان كالغاري السينمائي الدولي                | 19–30 سبتمبر 2018        | فيلم الجمهور المفضل، فيلم روائي أمريكي/دولي      | نادين لبكي                                                     | فوز       | [ 57 ]        |
| مهرجان كالغاري السينمائي الدولي                | 19–30 سبتمبر 2018        | جائزة فيلم المعجبين المفضل                       | نادين لبكي                                                     | فوز       | [ 57 ]        |
| مهرجان كان السينمائي                           | 8–19 مايو 2018           | السعفة الذهبية                                   | نادين لبكي                                                     | رُشِّح       | [ 58 ]        |
| مهرجان كان السينمائي                           | 8–19 مايو 2018           | جائزة لجنة التحكيم                               | نادين لبكي                                                     | فوز       | [ 3 ]         |
| مهرجان كان السينمائي                           | 8–19 مايو 2018           | جائزة لجنة التحكيم المسكونية                     | نادين لبكي                                                     | فوز       |               |
| جائزة سيزار                                    | 22 فبراير 2019           | أفضل فيلم أجنبي                                  | كفرناحوم                                                       | رُشِّح       | [ 59 ]        |
| جمعية شيكاغو لنقاد السينما                     | 8 ديسمبر 2018            | أفضل فيلم بلغة أجنبية                            | كفرناحوم                                                       | رُشِّح       | [ 60 ]        |
| جائزة اختيار النقاد للأفلام                    | 13 يناير 2019            | أفضل فيلم بلغة أجنبية                            | كفرناحوم                                                       | رُشِّح       | [ 61 ]        |
| المهرجان الدولي للسينما الفرنكوفونيّة في أكاديا | 15–23 نوفمبر 2018        | أفضل فيلم أجنبي                                  | نادين لبكي                                                     | فوز       | [ 62 ]        |
| المهرجان الدولي للسينما الفرنكوفونيّة في أكاديا | 15–23 نوفمبر 2018        | جائزة الجمهور                                    | نادين لبكي                                                     | فوز       | [ 62 ]        |
| مهرجان فلاندرز السينمائي الدولي غينت           | 8–18 أكتوبر 2018         | جائزة جمهور ميناء بحر الشمال                     | نادين لبكي                                                     | فوز       | [ 63 ]        |
| جوائز جلوب دي كريستال                          | 4 فبراير 2019            | أفضل فيلم أجنبي                                  | نادين لبكي                                                     | رُشِّح       | [ 64 ]        |
| جوائز الغولدن غلوب                             | 6 يناير 2019             | أفضل فيلم بلغة أجنبية                            | كفرناحوم                                                       | رُشِّح       | [ 65 ]        |
| مهرجان أنطاليا السينمائي الدولي                | 29 سبتمبر–5 أكتوبر 2018  | أفضل ممثل                                        | زين الرافعي                                                    | فوز       | [ 66 ] [ 67 ] |
| مهرجان أنطاليا السينمائي الدولي                | 29 سبتمبر–5 أكتوبر 2018  | جائزة لجنة التحكيم الشباب                        | نادين لبكي                                                     | فوز       | [ 66 ] [ 67 ] |
| مهرجان روتردام السينمائي الدولي                | 23 يناير – 3 فبراير 2019 | جائزة الجمهور لمهرجان روتردام السينمائي الدولي   | نادين لبكي                                                     | فوز       | [ 68 ]        |
| مهرجان ليدز السينمائي الدولي                   | 1–15 نوفمبر 2018         | جائزة الجمهور لأفضل فيلم روائي                   | نادين لبكي                                                     | فوز       | [ 69 ]        |
| مهرجان ملبورن السينمائي الدولي                 | 2–19 أغسطس 2018          | جائزة الجمهور                                    | نادين لبكي                                                     | فوز       | [ 70 ]        |
| مهرجان ميامي السينمائي الدولي                  | 11–14 أكتوبر             | جئزة الجمهور جيجي جيرمونت                        | نادين لبكي                                                     | فوز       | [ 71 ]        |
| مهرجان ميل فالي السينمائي                      | 3–13 أكتوبر 2018         | تفضيل الجمهور- السينما العالمية، الجائزة الذهبية | نادين لبكي                                                     | فوز       | [ 72 ]        |
| مهرجان الفيلم النرويجي الدولي                  | أغسطس 2018               | جائزة الجمهور                                    | نادين لبكي                                                     | فوز       | [ 73 ]        |
| جمعية سان دييغو لنقاد السينما                  | 10 ديسمبر 2018           | أفضل فيلم بلغة أجنبية                            | كفرناحوم                                                       | Runner-up | [ 74 ]        |
| مهرجان سان سيباستيان السينمائي الدولي          | 21–29 سبتمبر 2018        | جائزة الجمهور                                    | نادين لبكي                                                     | 2nd Place | [ 75 ]        |
| مهرجان ساو باولو السينمائي الدولي              | 18–31 أكتوبر 2018        | جائزة الجمهور                                    | نادين لبكي                                                     | فوز       | [ 76 ]        |
| مهرجان سراييفو السينمائي                       | 10–17 أغسطس 2018         | جائزة الجمهور                                    | نادين لبكي                                                     | فوز       | [ 77 ]        |
| جمعية سانت لويس لنقاد السينما                  | 16 ديسمبر 2018           | أفضل فيلم بلغة أجنبية                            | كفرناحوم                                                       | رُشِّح       | [ 78 ]        |
| مهرجان سانت لويس السينمائي الدولي              | 1–11 نوفمبر 2018         | جائزة أفضل فيلم دولي                             | نادين لبكي                                                     | فوز       | [ 79 ]        |
| مهرجان ستوكهولم السينمائي الدولي               | 7–18 نوفمبر 2018         | أفضل سيناريو                                     | نادين لبكي وجهاد حجيلي وميشيل كيسرواني وجورج خباز وخالد مزنر   | فوز       | [ 80 ]        |
| مهرجان ستوكهولم السينمائي الدولي               | 7–18 نوفمبر 2018         | جائزة الجمهور                                    | نادين لبكي                                                     | فوز       | [ 81 ]        |
| مهرجان فيلنيوس السينمائي الدولي                | 6 أبريل 2019             | جائزة الجمهور                                    | نادين لبكي                                                     | فوز       | [ 82 ]        |
| جمعية واشنطن العاصمة لنقاد السينما             | 3 ديسمبر 2018            | أفضل فيلم بلغة أجنبية                            | نادين لبكي                                                     | رُشِّح       | [ 83 ]        |

## وصلات خارجية
- مقالات تستعمل روابط فنية بلا صلة مع ويكي بيانات

لا توجد روابط لمواقع التواصل الاجتماعي.